# Parkmattsvamp
Parkmattsvamp (Pterula subulata) är en svampart som beskrevs av Fr. 1825. Parkmattsvamp ingår i släktet Pterula och familjen mattsvampar.  Arten är reproducerande i Sverige. Inga underarter finns listade i Catalogue of Life.
I den svenska databasen Dyntaxa används istället namnet Pterula multifida för samma taxon.  Arten är reproducerande i Sverige.